# San Miguel Aloápam
San Miguel Aloápam är en kommunhuvudort i Mexiko.   Den ligger i kommunen San Miguel Aloápam och delstaten Oaxaca, i den sydöstra delen av landet, 300 km sydost om huvudstaden Mexico City. San Miguel Aloápam ligger 2 330 meter över havet och antalet invånare är 2 637.
Terrängen runt San Miguel Aloápam är varierad. Runt San Miguel Aloápam är det ganska glesbefolkat, med 34 invånare per kvadratkilometer. San Miguel Aloápam är det största samhället i trakten. I omgivningarna runt San Miguel Aloápam växer i huvudsak blandskog.